# Port de Taman
Le port de Taman est un port maritime sur la péninsule de Taman dans l'ouest du kraï de Krasnodar du détroit de Kertch.

## Histoire
Il un port de transbordement pour les produits pétroliers, les céréales, le charbon, les produits de TogliattiAzot.

## Infrastructures et installations
C'est une infrastructure opérée par OTEKO pouvant accueillir des navires de 220 000 tonnes.

## Intermodalité
Il est relié au système ferroviaire russe.